# Diores dowsetti
Diores dowsetti är en spindelart som beskrevs av Rudy Jocqué 1990. Diores dowsetti ingår i släktet Diores och familjen Zodariidae. Inga underarter finns listade i Catalogue of Life.